# Галустян, Роберт Рустамович
Роберт Рустамович Галустян (15 ноября 1956, Тбилиси) — советский футболист, нападающий, полузащитник, мастер спорта.
Футболом стал заниматься в тбилисской футбольной школе у своего отца Рустама Галстяна, одного из известных детских тренеров Грузии. Затем продолжил карьеру в команде второй лиги СКИФ Ереван (1976). В высшей лиге выступал за команду «Арарат», в 1977—1984, 1985—1986 годах провёл 164 матча, забил 8 голов. В первой половине сезона-1985 играл за команду первой лиги «Котайк» Абовян, в 1989 году — за команду второй лиги «Спитак».
Старший брат Рафаэл также играл в высшей лиге за команду «Арарат».